# Acentroptera dejeanii
Acentroptera dejeanii là một loài bọ cánh cứng trong họ Chrysomelidae. Loài này được miêu tả khoa học năm 1844 bởi Guérin-Méneville.